# Hanság-főcsatorna
A Hanság-főcsatorna (németül: Einserkanal) Győr-Moson-Sopron vármegyében ered, a Fertő keleti partvidékét köti össze a Rábcával. A csatorna forrásától kezdve keleti irányban halad, végül Rábcakapinál eléri a Rábcát.
A Hanság-főcsatorna vízgazdálkodási szempontból a Rábca és Fertő-tó Vízgyűjtő-tervezési alegység működési területét képezi.
A főcsatorna számos vízfolyás, patak és csatorna vizeit gyűjti össze. A főcsatornába torkollik többek közt az Ikva, a Körcsatorna, a Homok-Sarródi-csatorna, a Határárok, a Tőzeggyári II.-csatorna, a Kis-Répce, a Békés-csatorna, a Bardacs-Császárréti-csatorna, a Budics-csatorna, a Somorjai-övcsatorna, a Torfkanal, a Hottergraben, a Tadten-Dammweg, a Hauptgraben, a Herrschaftsgraben és a Loblergraben.

## Települések a csatorna mentén
- Sarród
- Rábcakapi